# Prunus petunnikowii
Prunus petunnikowii är en rosväxtart som först beskrevs av Litw., och fick sitt nu gällande namn av Alfred Rehder. Prunus petunnikowii ingår i släktet prunusar, och familjen rosväxter. Inga underarter finns listade i Catalogue of Life.